# 皮莱尔·哲尔吉
皮莱尔·哲尔吉（匈牙利語：Piller György，1899年6月19日—1960年9月6日），原名耶凯尔福卢希·皮莱尔·哲尔吉（Jekelfalussy Piller György），匈牙利男子击剑运动员。他曾参加1928年和1932年夏季奥运会击剑比赛，共获得2枚金牌。